# Costante di Embree-Trefethen
In matematica, e in particolare in teoria dei numeri, la costante Embree-Trefethen è un valore soglia per una particolare successione definita per ricorrenza, e si indica con  β*.
Più precisamente, dato un numero reale β, si considera la successione ricorsiva
xn+1 = xn ± βxn-1
dove il segno della somma è scelto a caso per ogni n indipendentemente e con probabilità uguale per "+" e "-".
Si dimostra che per ogni scelta di β, il limite
{\displaystyle \sigma (\beta )=\lim _{n\to \infty }(|x_{n}|^{1/n})}
esiste quasi sicuramente. Informalmente, la successione si comporta esponenzialmente con probabilità 1, e σ(β) può essere interpretata come il suo tasso di crescita esponenziale.
Abbiamo: 
σ < 1 per 0 < β < β* = 0,70258...,
perciò le soluzioni di questa successione ricorrente decadono esponenzialmente per n→∞ con probabilità uno, e
σ > 1 per β* < β,
perciò le soluzioni crescono esponenzialmente.
Considerando i valori di σ, abbiamo:
- σ(1)=1,13198824... (costante di Viswanath), e
- σ(β*)=1.